# (893) Леопольдина
(893) Леопольдина (лат. Leopoldina) — астероид главного пояса астероидов, принадлежащий к спектральному классу XF. Астероид был открыт 31 мая 1918 года немецким астрономом Максом Вольфом в Гейдельбергской обсерватории на юго-западе Германии и назван в честь немецкой академии наук Леопольдина.
Астероид проявляет признаки типичного углеродного астероида класса X, но имеет и признаки редкого спектрального класса F.